# 1885 год в музыке

## События
- 14 марта — премьера оперы «Микадо» Гилберта и Салливана в Лондоне[1]
- 25 октября — премьера Симфонии № 4 Иоганнеса Брамса в Майнингене
- Премьера оперы Фроманталя Галеви «Ной» в Карлсруэ, которая была завершена Жоржем Бизе
- Группа авторов популярных песен и издателей основывают Tin Pan Alley в Нью-Йорке[2]

## Классическая музыка
- Пётр Чайковский — симфония «Манфред»
- Иоганнес Брамс — Симфония № 4
- Антонин Дворжак — Симфония № 7 ре-минор
- Сезар Франк — симфонические вариации для фортепиано и оркестра
- Александр Глазунов — симфоническая поэма «Стенька Разин»
- Ян Сибелиус — струнный квартет Es-dur
- Жозе Виана да Мотта — Концерт для фортепиано ля-мажор
- Джордж Уайтфилд Чедуик — струнный квартет № 3 ре-мажор

## Опера
- Жюль Массне — «Сид»
- Андре Мессаже — «Девушка из Беарна»
- Эмиль Пессар — «Табарен».
- Амилькаре Понкьелли — «Марион Делорм»
- Артур Салливан — «Микадо»
- Пётр Чайковский — «Черевички»
- Джордже Штефэнеску — «Scaiul barbatilor»
- Иоганн Штраус — «Цыганский барон»

## Персоналии

### Родились
- 13 января — Джеймс Монако[англ.] (ум. 1945) — американский композитор итальянского происхождения
- 27 января — Джером Керн (ум. 1945) — американский композитор
- 9 февраля — Альбан Берг (ум. 1935) — австрийский композитор и музыкальный критик
- 12 февраля — Джеймс Скотт (ум. 1938) — американский композитор и пианист
- 16 февраля — Уилл Файфф[англ.] (ум. 1947) — шотландский певец и актёр
- 15 марта — Берта Раффетто[англ.] (ум. 1952) — американская певица и автор песен
- 5 мая — Агустин Барриос (ум. 1944) ― парагвайский классический гитарист и композитор
- 11 мая — Кинг Оливер (ум. 1938) — американский джазовый корнетист и дирижёр
- 14 мая — Отто Клемперер (ум. 1973) — немецкий дирижёр и композитор
- 19 июня — Стеван Христич (ум. 1958) — сербский композитор, дирижёр и педагог
- 12 июля — Джордж Баттеруорт[англ.] (ум. 1916) — британский композитор
- 17 июля — Бенджамин Дэйл[англ.] (ум. 1943) — британский композитор
- 29 июля — Педро Умберто Альенде (ум. 1959) — чилийский композитор, скрипач, фольклорист и педагог
- 27 сентября — Джозеф Маккарти[англ.] (ум. 1943) — американский поэт-песенник
- 21 октября — Эгон Веллес (ум. 1974) — австрийский и британский композитор, музыковед и педагог
- 25 октября — Сэм Льюис[англ.] (ум. 1959) — американский певец и поэт-песенник
- 22 декабря — Димс Тейлор (ум. 1966) — американский композитор и музыкальный критик
- 31 декабря — Эдгар Лесли[англ.] (ум. 1976) — американский автор песен

### Скончались
- 15 февраля — Леопольд Дамрош (52) — немецкий скрипач, композитор, дирижёр и музыкальный педагог
- 31 марта —
- Франц Абт (65) — немецкий композитор
- Филипп Фарбах (старший) — австрийский композитор.
- 24 апреля — Генри Огастес Роуз[англ.] (58) — британский автор гимнов
- 1 мая — Генри Бринли Ричардс[англ.] (67) — валлийский композитор
- 11 мая — Фердинанд Хиллер (73) — немецкий пианист, композитор, дирижёр и музыкальный педагог
- 10 июня — Адольф Блан[фр.] (56) — французский скрипач, альтист и композитор
- 29 июня — Сэмюэл Кёртис Апхем (66) — американский поэт-песенник
- 26 августа — Август Готтфрид Риттер (74) — немецкий композитор, органист и музыковед
- 13 сентября — Фридрих Киль (63) — немецкий композитор
- 15 сентября — Юлиуш Зарембский (31) — польский пианист и композитор
- 21 октября — Микеле Новаро (66) — итальянский оперный певец (тенор) и композитор, автор музыки государственного гимна Италии